# Plectroglyphidodon johnstonianus
Plectroglyphidodon johnstonianus är en fiskart som beskrevs av Fowler och Ball 1924. Plectroglyphidodon johnstonianus ingår i släktet Plectroglyphidodon och familjen Pomacentridae. Inga underarter finns listade i Catalogue of Life.